# ねじ締結体

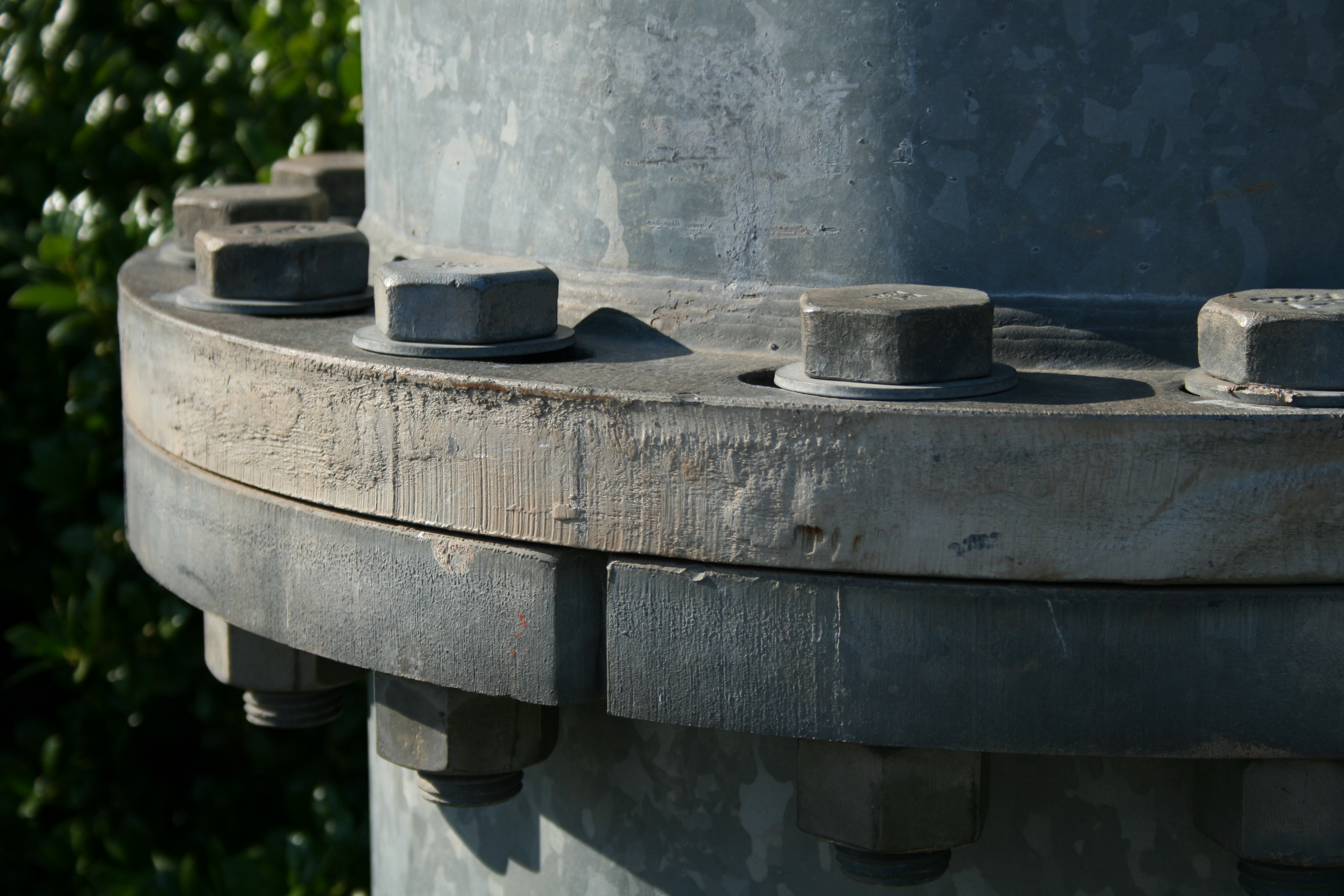
ボルトとナットで締結されたフランジ付き鋼管。ねじ締結体の例。

ねじ締結体（ねじていけつたい）あるいはボルト締結体（ボルトていけつたい）は、ねじで締結されて一体化した構造物である。構造物中のねじ締結が含まれる一つの部分を指し、ねじ締結体とも呼ぶこともある。ねじ締結体では、品物に開けられた穴にボルトが通され、ナットとともにボルトが締め付けられることで締結される。ナットの代わりに品物自体にめねじが設けられ、そのめねじとボルトで締結する方式もある。
一本のねじの破断が大事故を引き起こすこともあり、ねじのゆるみや破損が人や機械への危害につながる場合には、ねじ締結体の厳密な管理や充分な強度が求められる。 ねじ締結を行うと、ボルトには引張力が働き、被締結物には圧縮力が働いた状態でねじ締結体は一体化する。これらの力は締付け力と呼ばれ、ねじ締結における重要な特性値あるいは目標とすべき管理値となる。締付け力によって被締結物間で圧縮力が効き合っている状態では、ボルトと被締結物のばね作用によってボルト軸方向の外力をボルトが負担する割合は一部で済む。この特性はねじの疲労強度を向上させるが、他方で一旦ねじがゆるむと疲労破壊などの危険が増す。

## 背景と基本構造

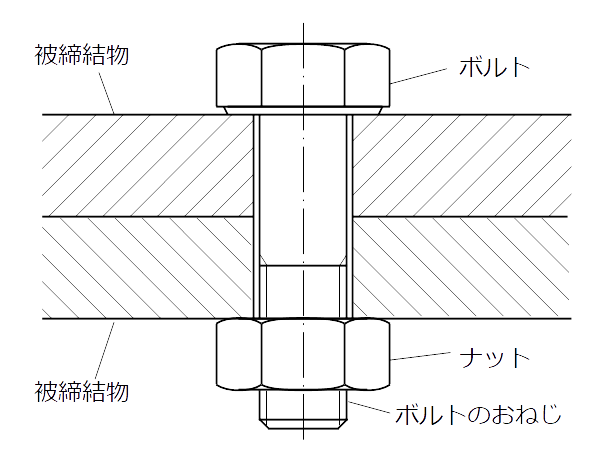
ねじ締結体の基本要素、通しボルトの場合

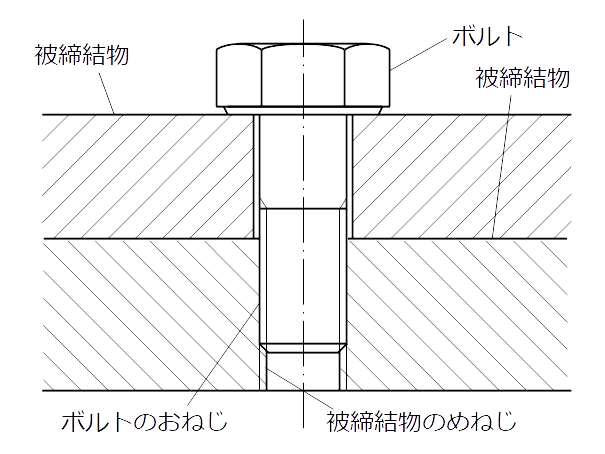
ねじ締結体の基本要素、押えボルトの場合

ねじあるいはボルトで品物同士を締結するとき、締結される品物を挟んだ状態でねじをナットにはめ合わせ、ねじを締付けて締結する。挟まれて締結される品物を、被締結物、被締結体、被締結部材などという。被締結物には締結用の穴が開けられており、その穴にボルトが通される。通されたボルトはナットともに締め付けられ、被締結物を挟んで締結される。ボルトにはおねじが、ナットにはめねじが備わっており、おねじとめねじがかみ合うことで結合される。
ボルトをナットと組み合わせて締結する方式は通しボルトと呼ばれる。ナットの代わりに一つの被締結物自体にめねじを設けて、もう一つの被締結物を挟んで締結する方式もある。このような方式をねじ込みボルトや押えボルトと呼ぶ。また、座金と呼ばれる部品がボルトと被締結物の間、あるいはナットと被締結物の間に入ることもある。
以上のように被締結物をねじを使って締結することをねじ締結と呼ぶ。ねじ締結部を含む構造体、あるいは構造体中のねじ締結部が含まれる部分をねじ締結体（英語: bolted joint）またはボルト締結体と呼ぶ。言い換えれば、部材が通しボルトとナット（あるいはねじ込みボルトとめねじ）で締め付けられ、一体化したものがねじ締結体と呼ばれる。ナットも使用して締結する場合は、ねじ締結体のことをボルト・ナット締結体などとも呼んだりもする。
ねじはもっとも身近に使われている機械要素の一つで、動力伝達など様々な使い道があるが、物体の締結がその主な用途である。締結用ねじ自体はISOなどの工業規格に従って生産され、利用に供されることが一般的である。ボルト・ナット・座金類の形状や強度は規格によって規定されており、それらねじ部品は一般的に規格の中から選ばれる。ねじの基本的な形状や使い方は産業革命の時代から大きく変わっていないが、ねじの研究は今も続いており、ねじ締結体は一つの研究分野の位置を占めている。
品物同士を接合する他の方法には溶接や接着もあるが、ねじ締結には分解、再締結、繰り返し使用が可能というメリットがある。一方で、分解可能の代償として、ねじ締結には意図せずにねじがゆるむ可能性が残る。ねじがゆるんだり破損したりしても大した影響がない場合には、ねじ締結体に厳密な管理や高い強度を求めないことも普通である。他方で、1本のねじの破断が大事故を引き起こすこともある。ねじがゆるんだり破損したら人や機械に危害を及ぼす場合には、ねじ締結体には厳密な管理や充分な強度が求められる。

## 締付けと軸力

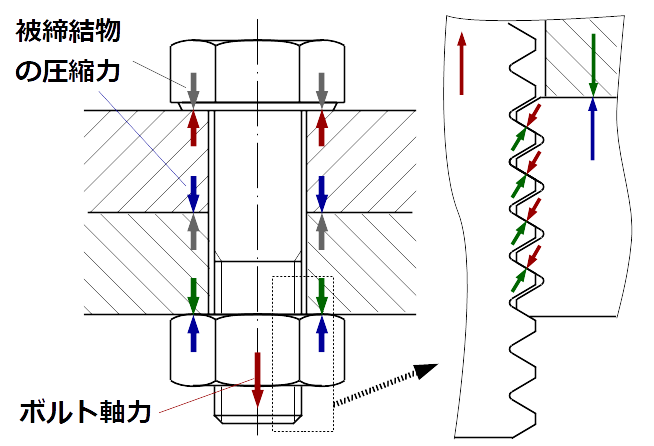
ねじ締付け状態におけるボルト軸力や被締結物にかかる圧縮力の様子

ねじ締結を行うと、被締結物には圧縮力が働く。一方、その反力としてボルトには引張力が働く。ねじ締結体に対して外から加わる力（外力）がなければ、被締結物の圧縮力とボルトの引張力は釣り合ってる。一般的に、ボルトに発生している引張力を軸力やボルト軸力と呼ぶ。特に、締付けによって発生するボルト軸力と被締結物の圧縮力は、締付け力とも総称される。
以上のような締付け力によってねじ締結体は一体化し、ねじによる締結が働いた状態になる。したがって、ねじ締結において重要な特性値あるいは目標とすべき管理値は、締付け力であり、ボルト軸力である。締付け力が適切に管理されることにより、ねじ締結体のゆるみや疲労破壊の危険性は減り、ねじやボルトの本来の強度が充分に発揮される。
しかし、締結されたボルトの軸力を実際に測定することは難しく、汎用的で簡易な方法が存在しない。締結において軸力を管理するもっとも一般的な方法は、締結するときにボルトに加えたトルク（ボルトを回すときに要するモーメント）を測定することによって行われる。締結時に与えるトルクを締付けトルクと呼び、締付けトルクで軸力を管理する方法をトルク法と呼ぶ。弾性範囲内であれば、軸力は締結トルクと比例関係にあるので、与えるべき軸力から締結トルクが逆算できる。しかし、締結トルクはねじ部やボルト頭部座面の摩擦に大きく依存するため、トルク法では摩擦力のばらつきによって実際に与える軸力が大きく変動し得るという欠点がある。三角ねじのボルト・ナットにおいて締結トルク T から軸力 F を計算する式は、斜面の原理から次のように表される。
{\displaystyle F={\frac {2T}{{\dfrac {\mu _{s}}{\cos \alpha }}d_{2}+{\dfrac {P}{\pi }}+d_{w}\mu _{w}}}}
ここで、d2 はねじの有効径、dw は座面の等価摩擦直径、α はねじ山半角、P はねじピッチで、ねじの種類によって決まる諸元である。一方、μs はねじ面の摩擦係数、μw は座面の摩擦係数で、これら摩擦係数の変動を抑えることが難しい。よって、トルク法では締付け軸力がばらつくことをあらかじめ考慮した締付けトルクの設定を要する。

## 作用する外力の種類

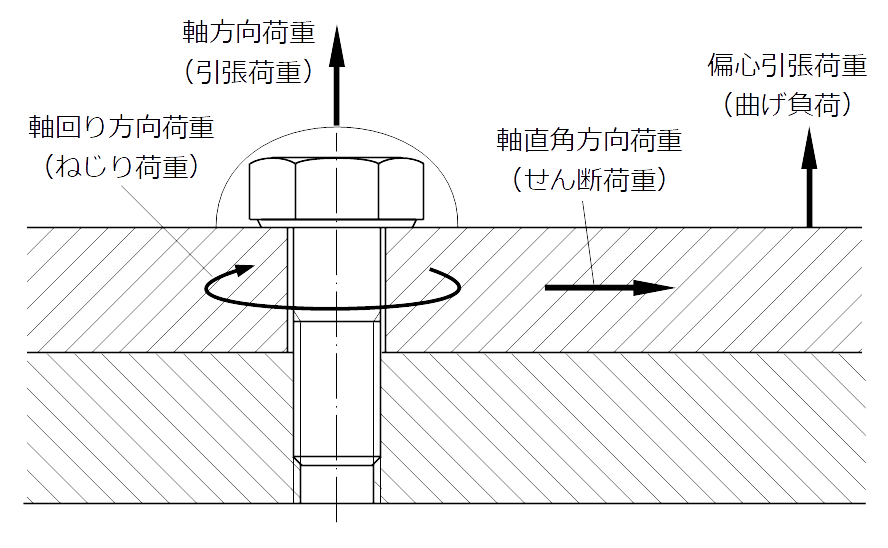
ねじ締結体に加わる外力の種類

ねじ締結体の被締結物に作用し得る外力で問題となるものには、以下のような4つの基礎的な形態が存在する。
軸方向荷重（軸方向負荷、引張荷重）
ボルトの軸に沿って作用する外力。特に被締結物を引っ張る方向の外力を指し、ボルトには追加の軸力を発生させる。軸方向荷重は、主にボルトの静的破壊や疲労破壊や被締結物間の遊離に関連する。
軸直角方向荷重（軸直角方向負荷、せん断荷重）
ボルトの軸に対して直角方向に作用する外力。被締結物の間に働く摩擦力が反作用として働き、締付け力が零になるなどで摩擦力が働かなくなるとボルトが全ての軸直角方向荷重を支える。軸直角方向荷重は、主に被締結物のすべりやゆるみに関連する。
軸回り方向荷重（軸回り方向負荷、ねじり荷重）
ボルトの軸回りに作用するモーメント。実際のねじ締結体では複数のボルトで締結されることも多く、こういった場合は、ねじ締結体全体に対して軸回り荷重が加わったとしても個々のねじ締結部に対しては軸直角方向荷重として作用する。
偏心引張荷重（曲げ負荷、オフセット荷重）
ボルトの軸からずれた位置に作用する軸方向外力。ボルトに追加軸力と曲げモーメントを加える。非対称な被締結物の接触面圧を生み出し、偏心引張荷重の側の接触面が分離しやすくなる。

## 軸方向外力と内力の関係

### 内力係数

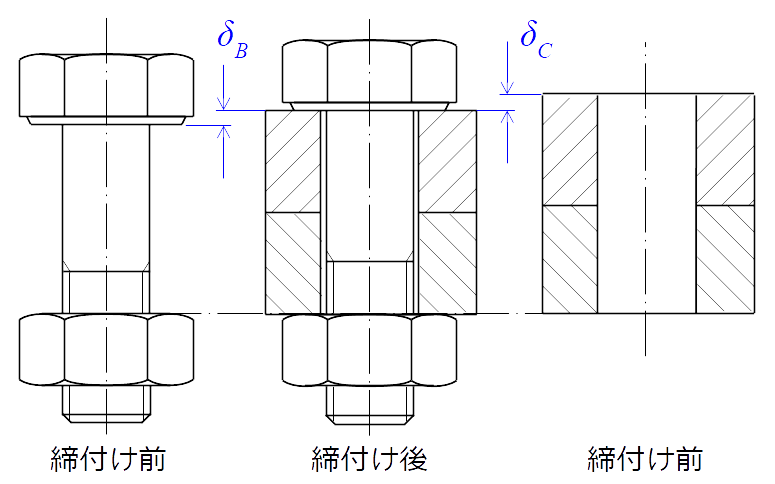
ねじ締結によるボルト伸びと被締結物縮み

ねじ締付けを行うと、引張力（軸力）F0 がボルトにかかり、ボルトを引き伸ばし、同じ大きさの圧縮力 F0 が被締結物にかかり、被締結物を押し縮める。締付け軸力が F0 のときのボルトの伸びを δB とし、被締結物の縮みを δC とする。引張力・伸びの関係と圧縮力・縮みの関係が比例関係にあるとすれば、これらは
{\displaystyle F_{0}=K_{B}\delta _{B}}
{\displaystyle F_{0}=K_{C}\delta _{C}}
という関係で表される。ここで、KB はボルトの引張ばね定数、KC は被締結物の圧縮ばね定数である。

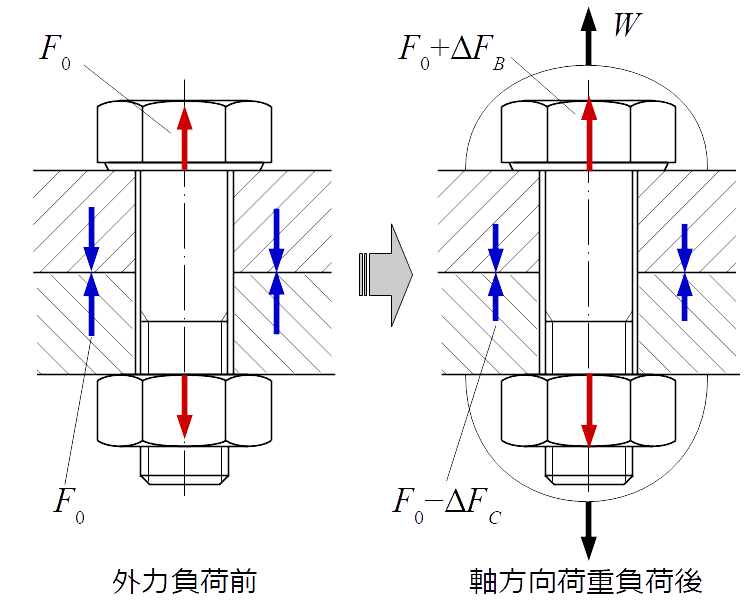
ねじ締結体に加わる外力と内力の関係

この状態のねじ締結体に、ボルトを引っ張る向きの外力（軸方向荷重）W が加わった場合を考える。これによって、ボルトにはいくらかの引張力が追加されて、被締結物からはいくらかの圧縮力が失われる。追加されるボルト軸力を ΔFB とし、失われる被締結物圧縮力を ΔFC とすれば、被締結物の力のつり合いから、それぞれの力は
{\displaystyle W=\Delta F_{B}+\Delta F_{C}}
という関係になる。一方、ボルトの引張力が増したことによるボルトの伸びと、被締結物の圧縮力が減ったことによる被締結物の伸びは同じとなる。この伸び量を δ とする。上述のばね定数 KB とKC より、
{\displaystyle \Delta F_{B}=K_{B}\delta }
{\displaystyle \Delta F_{C}=K_{C}\delta }
である。これらの式から ΔFC と δ を消去して整理すると、ねじ締結体に外力が加わったときに追加されるボルト軸力は
{\displaystyle \Delta F_{B}={\frac {K_{B}}{K_{B}+K_{C}}}W=\phi W}
{\displaystyle \phi ={\frac {K_{B}}{K_{B}+K_{C}}}}
となり、被締結物の減る圧縮力は
{\displaystyle \Delta F_{C}=(1-\phi )W}
となる。式中の ϕ は、 加わる外力 W のうちのボルトが負担する割合を意味し、内力係数や内外力比と呼ばれる。
以上の事柄から分かるのは、ボルトは軸方向外力をそのまま負担するのではなく、その一部分のみを負担するということである。ボルト・被締結物が全て同じ材料だとすると、一般的に KB よりも KC が大きいので、ΔFC は W の半分以下となる。このようなねじ締結体の特性は、設計上のメリットを与えてくれる。ボルトの負担が外力の一部で済むことによって、ねじ締結体は特に疲労破壊に対して有利になる。ねじ締結が主要な接合形式として永らく用いられ続けてきたのも、この特性が理由の一つである。一般的に、被締結物の圧縮力が減少することよりもボルトが破壊することの方が危険が大きいため、ΔFB が大きくなることよりも ΔFC が大きくなることのほうを避けたい。そのため、内力係数 ϕ を小さくするような設計を取ることが多い。
しかし、以上の話は、被締結物の接触面同士が離れておらず、ねじ締結体の遊離が起きていない範囲内であることを前提としている。上式で言えば FC − ΔFC が 0 に達するとき、被締結物の接触面が離れた状態になる。被締結物の接触面の分離が起きると、ボルトが全ての外力を負担する状態（ΔFB = W）となり、ボルトの負荷が増す。これが、ねじがゆるむとねじの疲労破壊などの危険が高まる理由である。
また、上記の内力係数の導出では内力係数は外力の大きさによらず一定となっているが、実際のねじ締結体では内力係数が全く一定になることはほとんどの場合でない。外力に応じて被締結物間の接触面の増減することによって、被締結物のばね定数が非線形になる。さらに、上記では軸方向外力がボルトの軸対称に加わる状況を想定していたが、実際のねじ締結体には偏心引張荷重、軸回り方向荷重、軸直角方向荷重なども3次元的に複合して加わり、ボルト軸力や被締結物の圧縮力の正確な評価を難しくする。偏心引張荷重が加わる場合の内力係数の正確な算出にはより高度な計算モデルが提案されており、有限要素法や実験の利用も推奨される。

### 締付け線図

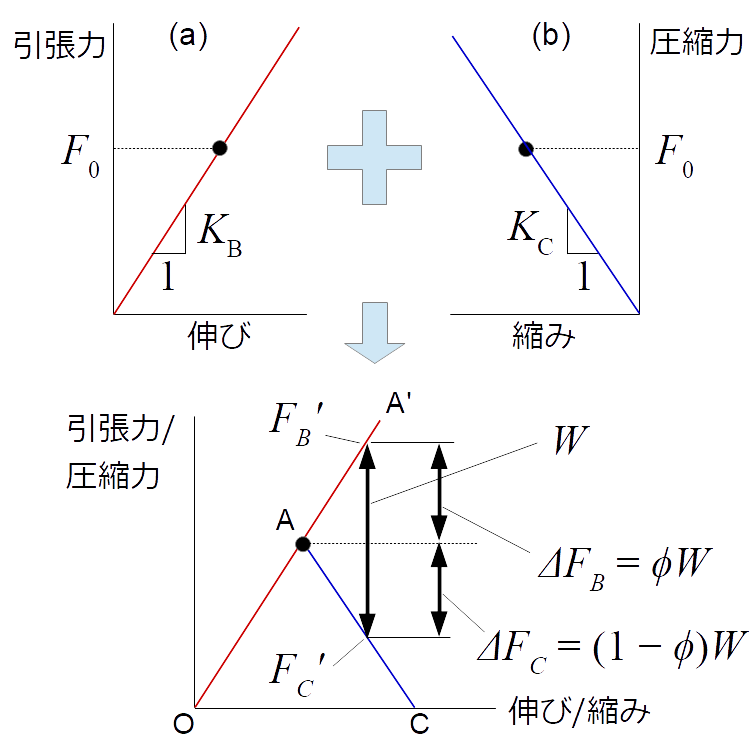
締付け線図

ねじ締結体に作用する外力とボルトに作用する内力の関係の理解に有益なのが、締付け線図（英語: bolted joint diagram）と呼ばれる線図である。まず、ボルトの引張力と伸びの関係の線図 (a) を、被締結物の圧縮力と縮みの関係の線図 (b) を考える。縦軸が引張力または圧縮力、横軸が伸びまたは縮みとする。ただし、(a) の伸びは右向きに座標を取り、(b) の縮みは左向きに座標を取るとする。上記のように引張力・伸び関係と圧縮力・縮み関係が比例関係だとすると、(a) の線図は傾き KB の直線となり、(b) の線図は傾き KC の直線となる。
外力が作用していない状態での締付け力 F0 だとすると、(a) には F0 の引張力が働き、(b) には F0 の圧縮力が働き、それぞれの大きさは同じである。(a) の伸びは δB で、(b) の縮みは δC である。このような (a) と (b) の線図をF0 の点を一致させるように重ね合わせ、1つの図にしたのが締付け線図である。
締付け線図中の引張力・伸び関係の原点を O とし、圧縮力・縮み関係の原点を C とし、F0 の点を A とする。これら3つを頂点とする △OAC は締付け三角形と呼ばれる。F0 の大きさによって締付け三角形の大きさは変わるが、弾性状態を仮定できる限りでは締付け三角形の形は相似である。
引張外力 W が作用した場合は、締付け線図上でボルト軸力は直線 OA に沿って増加し、被締結物の圧縮力は直線 AC に沿って減少する。直線 OA を延長したものを直線 OA′ とする。直線 OA′ 上に FB + ΔFB = FB′ の点があり、直線 AC 上に FC − ΔFC = FC′ の点があるので、線分 FB′ FC′ を縦軸に平行で、なおかつその長さが W に等しいように点 FB′ と FC′ の位置を決める。すると、この線分の内の F0 よりも大きい範囲が、ボルトの増加引張力 ΔFB = ϕW に相当し、この線分の内の F0 よりも小さい範囲が、被締結物の減少圧縮力 ΔFC  = (1 − ϕ) W に相当する。

### ボルト・ナット系および被締結物のばね定数

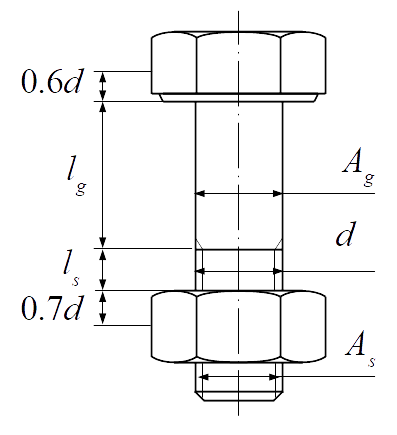
ボルト・ナット系のばね定数にかかわるパラメータの例

ねじ締結体を設計する上で、ボルトの引張ばね定数 KB と被締結物の圧縮ばね定数 KC の正確な把握が重要な点となる。評価が比較的容易なのが、引張荷重を受けるボルトのばね定数で、重要な軸方向変形に着目して一次元的なバネとして評価する。ボルト・ナット系の場合は、
- ボルトのねじ部とナットのねじ部がかみ合っている部分（はめあいねじ部）
- 被締結物内側でボルトねじ部が遊んでいる部分（遊びねじ部）
- 被締結物内側のボルトの非ねじ部（ボルト円筒部）
- ボルト頭部

に分けてばね定数を計算し、それらの直列結合して KB が評価できる。はめあいねじ部とボルト頭部のばね定数については、それらの実際の全長ではなく、等価長さに置き換えて計算する。ボルト・ナット締結体の KB を与える計算式は複数提案されているが、一つの計算式としては
{\displaystyle {\frac {1}{K_{B}}}={\frac {1}{E_{B}}}\left({\frac {0.6d}{A_{N}}}+{\frac {l_{g}}{A_{g}}}+{\frac {l_{s}}{A_{s}}}+{\frac {0.7d}{A_{s}}}\right)}
が挙げれられる。ここで、EB はボルトとナットの材質が同じヤング率としたときのヤング率、d はねじ呼び径、AN は呼び径による円断面積 (AN = πd 2/4)、lg はボルト円筒部長さ、Ag はボルト円筒部の断面積、ls は遊びねじ部長さ、As は有効断面積である。0.6d の項がボルト頭部の弾性変形を、0.7d の項がはめあいねじ部の弾性変形を考慮している。

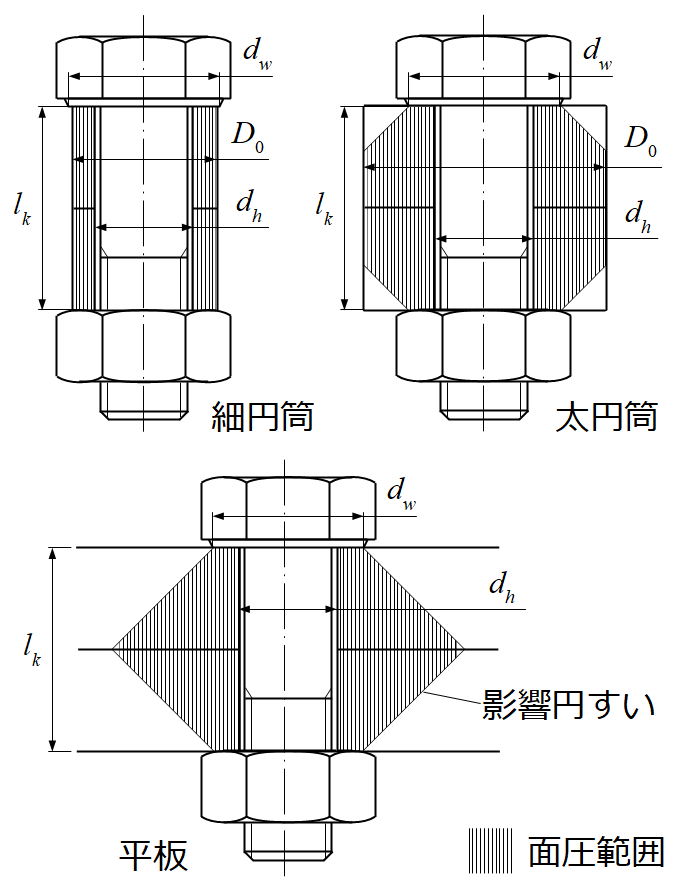
ねじ締結体における細円筒、太円筒、平板、影響円すいの仮定

他方、被締結物のばね定数は形状によって計算式が異なり、複雑となる。一般的に、被締結物の圧縮ばね定数 KC は、細円筒、平板、太円筒の3種類に分けたモデルで考えられる。ボルト・ナット締結体での2つの被締結物の形が、外径 DO、ボルト穴径 dh、合計厚さ lk の中空円筒だとする。細円筒とは、被締結物の外径 DO がボルト・ナットの座面外径 dw 以下であるような状態を言う。細円筒では被締結物が一様圧縮されると考えてよいので、KC は以下のように与えられる。
{\displaystyle K_{C}={\frac {E_{C}}{l_{k}}}{\frac {\pi }{4}}\left(d_{w}^{2}-d_{h}^{2}\right)}
平板は、円筒形に限らずに被締結物の外形が充分大きい場合を指す。この場合、被締結物同士の接触面では、ボルト中心線からある範囲までのみで互いに圧し、その範囲以上ではボルト締結による接触圧はないと考える。そして、締結による圧縮応力は、ボルト・ナットの座面外径 dw の円から被締結物間接触面に向けて、円すい台のように広がっていると仮定する。このような円錐を影響円すいという。平板では、被締結物中の円すい台部分のみが軸力を受け持ち、ばねとして作用すると考える。圧縮ばね定数 KC の計算には、影響円すいのままばね定数を導出する手法と、影響円すいを等価な円柱に置き換えてばね定数を導出する手法がある。平板の KC の具体的な計算式としては様々なものが提案されているが、比較的簡易なものとしては次式がある。
{\displaystyle K_{C}={\frac {E_{C}}{l_{k}}}{\frac {\pi }{4}}\left[\left(d_{w}+{\frac {l_{k}}{10}}\right)^{2}-d_{h}^{2}\right]}
太円筒は、細円筒と平板の中間を指す。締結による圧縮応力がボルト・ナットの座面から円すい台の形で広がっていると仮定するのは平板と同じだが、被締結物の中央近辺では応力は太円筒全体で飽和して円筒形になっていると考える。太円筒についても様々な圧縮ばね定数 KC の計算式が提案されているが、上記の細円筒と平板の計算式を連続につなぐものとして次式がある。
{\displaystyle K_{C}={\frac {E_{C}}{l_{k}}}{\frac {\pi }{4}}\left[\left(d_{w}+kl_{k}\right)^{2}-d_{h}^{2}\right]}
{\displaystyle k={\frac {1}{10}}\left[1-{\frac {1}{4}}\left(3-{\frac {D_{O}}{d_{w}}}\right)^{2}\right]}

## ゆるみ
ねじの締結力が何らかの理由により低下する現象をねじのゆるみという。一旦ゆるみが起きると、ねじ締結体の剛性低下にとどまらず、被締結物の脱落やボルトの疲労破壊などの可能性も出てくる。ねじのゆるみは、ねじが戻り回転して起こるゆるみと戻り回転無しで起こるゆるみの2つに大別される。
戻り回転を伴うねじのゆるみは回転ゆるみとも呼ばれる。回転ゆるみには進行性があり、発生条件が一旦揃うと大きな軸力低下のリスクがある。回転ゆるみの発生機構は下記のようなものがある。
- 被締結物がせん断荷重（軸直角方向荷重）を受け、被締結物間や座面間で相対すべりが起こるゆるみ[85][86]
- 被締結物がねじり荷重（軸回り荷重）を受け、ねじ面と座面で相対すべりが起こるゆるみ[87][88]
- 被締結物が引張荷重（軸方向荷重）を受け、ボルトが半径方向に微小に縮小することによって起こるゆるみ[89][90]。ただし、現実的にこの機構のゆるみが起きることはまれである[91][89][92]。

戻り回転を伴わないねじのゆるみは非回転ゆるみとも呼ばれる。非回転ゆるみの進行性は小さく、大きな軸力低下に至るリスクは小さいが、メカニズム的に完全な発生阻止は難しい。非回転ゆるみの発生機構は下記のようなものがある。
- 被締結物や座面の接触面には微小な凹凸が存在し、締付け後に時間経過や外力によって、それら凹凸が微小変形・微小摩耗を起こすことによるゆるみ[95][96]。いわゆる初期ゆるみと呼ばれる種類のゆるみである[95][97]。
- 被締結物の強度に対して締付け力が大き過ぎると、被締結物の座面が降伏・陥没し、さらに締付け後にも外力やクリープで陥没が進むことによるゆるみ[98]。
- ボルトの線膨張係数と被締結物の線膨張係数に差異があることによるゆるみ[99]。ボルトの線膨張係数が被締結物よりも大きく、締結時よりも温度が上昇する条件、ボルトの線膨張係数が被締結物よりも小さく、締結時よりも温度が低下する条件でゆるみが発生し得る[99]。
- ねじ締結体が高温で使用されるときに、ボルトまたは被締結物のクリープ変形によって起こるゆるみ[100][101]

## 不具合と防止策

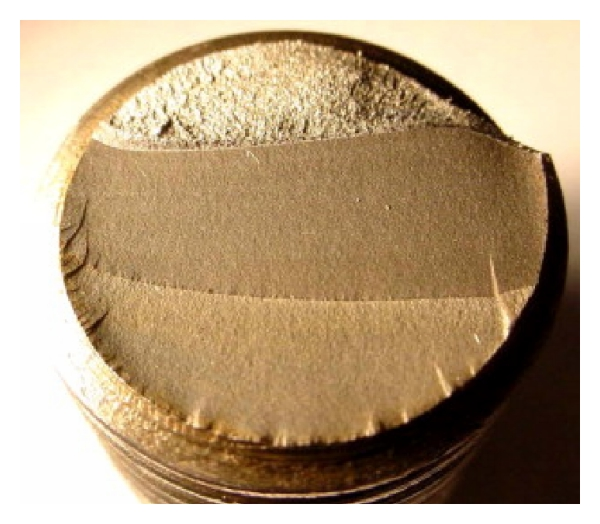
疲労によるボルト破断面の例

ねじ締結体の形状や作用荷重は多種多様なため、その不具合・トラブルもまた多様である。ねじ締結体の不具合を大別すると、初期締付け時点で発生する不具合とねじ締結体を含む機械・構造物を使用中に発生する不具合がある。
- 初期締付け時点で発生する不具合
  - 締付け時の軸力過大や強度不足によるボルトの破断やねじ山の切断[104]
  - 締付け時の軸力過大や強度不足による被締結物の塑性変形や圧壊[105]
  - 締付けトルクの不足や本来ねじ部に塗るべき潤滑剤の塗り忘れなどによる軸力不足[105]。
  - 締付け方法自体に起因する付与軸力のばらつき[106]
- 締付け後・使用中に発生する不具合
  - ねじ締結体に作用する外力によるボルトの静的破壊・疲労破壊[104]
  - 高強度ボルトの水素脆化などに起こる遅れ破壊[107][108]
  - 腐食環境下での大きな引張荷重によって起こる応力腐食割れ[107]
  - 被締結物接触面の遊離やすべり[107]
  - ねじのゆるみ[107]

ねじ締結体の理想的設計とは、荷重・温度・腐食といった使用環境から受ける各種の負荷を把握し、各不具合を起こさないようなねじ部品の条件を割り出し、（可能ならば規格の中から）この必要条件を満たすねじ部品を使用することだと言える。一方で、ねじは適切な締付けがなされて初めて本来の機能を発揮する。よって、仮に設計が理想的になされたとしても、実際の締付けが設計通りに行われなければ、ねじ締結部の不具合はやはり起こり得る。設計だけでなく、ねじ締付けの実作業に対する注意や気づかいも望まれる。